# Alma de blues
Alma de blues es el título de una canción de la banda de española Presuntos Implicados, con letra de Sole Giménez y música de los tres integrantes del grupo.

## Descripción
Incluida en su tercer álbum de estudio, con título homónimo y es considerada uno de los mayores éxitos en la discografía del grupo. La letra se manifiesta como un homenaje a la cantante estadounidense Billie Holiday, icono del Rhythm and blues y muy admirada por los miembros de Presuntos Implicados y narra las vicisitudes de una voz femenina moldeada por el blues y por los avatares de una vida complicada.

## Versiones
Presuntos Implicados volvió a grabar el tema para su álbum recopilatorio Selección Natural, y en esa ocasión se insertó la voz de la propia Billie Holiday en la canción.
El tema fue versionado Tessa Bodi en la segunda edición del talent show Operación Triunfo (2002). Igualmente cuenta con una versión de Marta Sánchez en el programa de televisión de LaSexta A mi manera (2016).